# Medicago marina
Medicago marina är en ärtväxtart som beskrevs av Carl von Linné. Medicago marina ingår i släktet luserner, och familjen ärtväxter. Inga underarter finns listade i Catalogue of Life.
Kronbladen är blekt gula.

## Bildgalleri

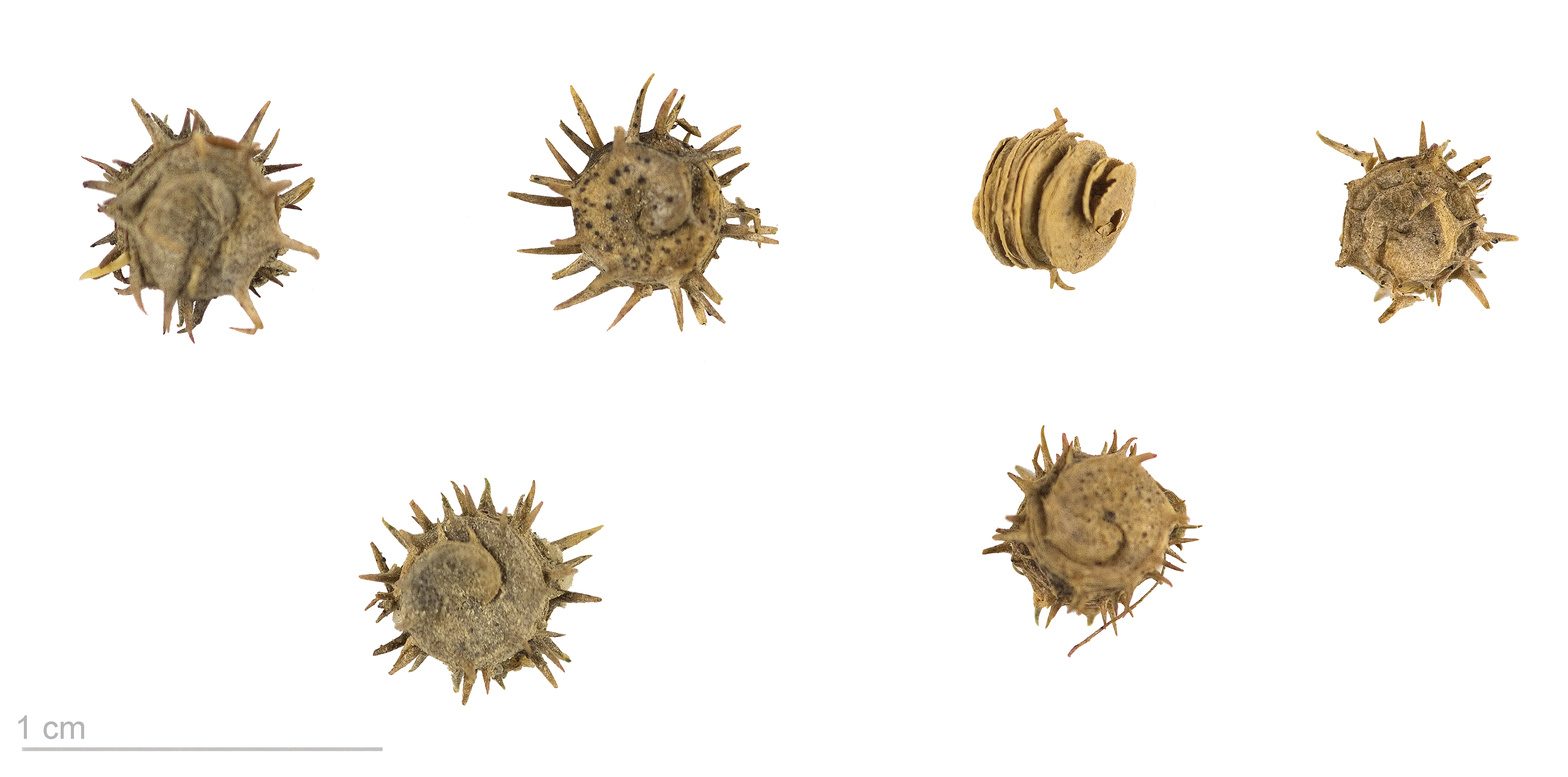
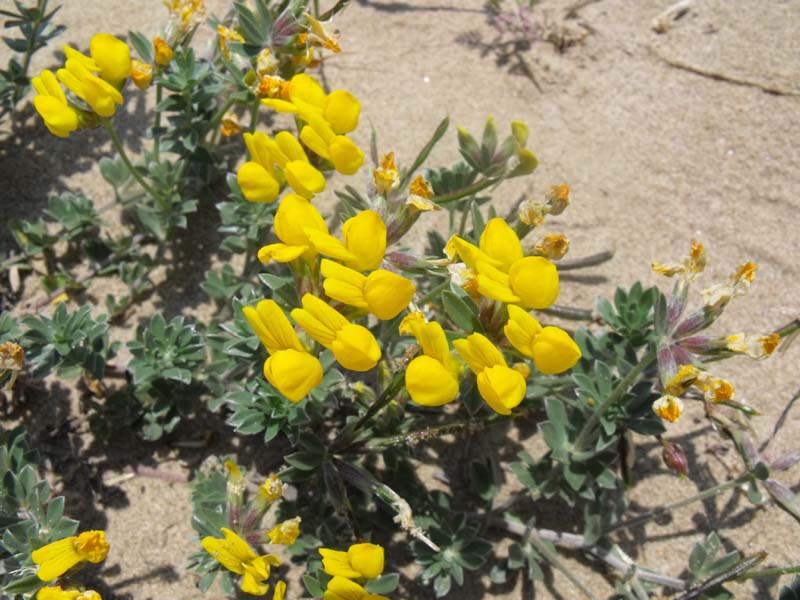
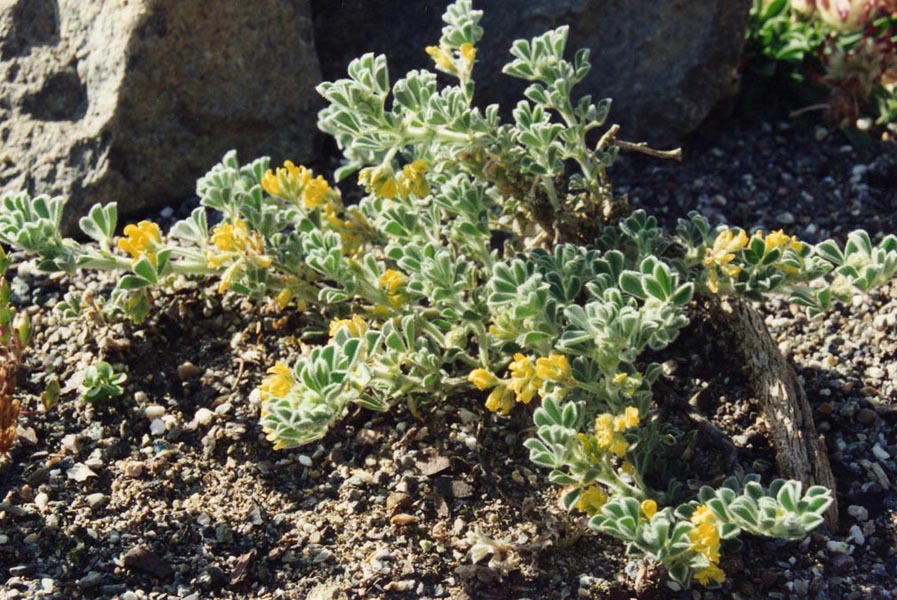
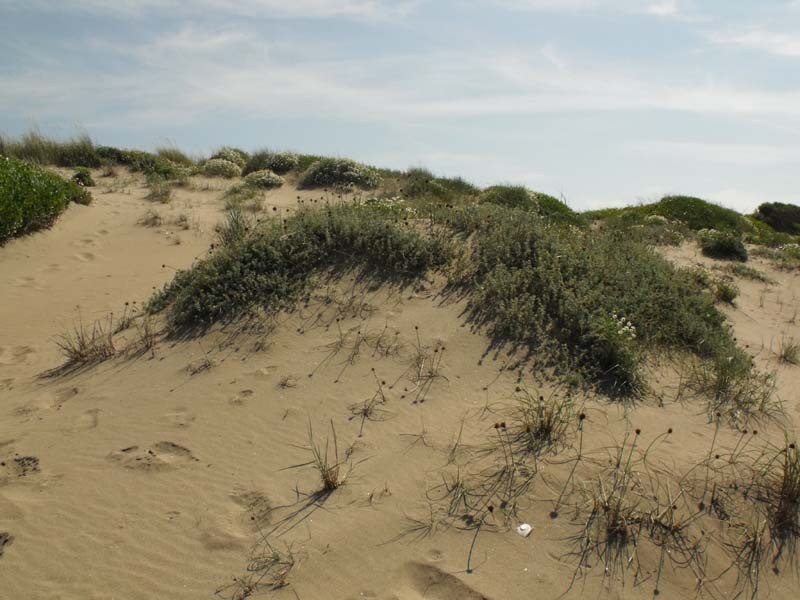